# 富士6時間レース
富士6時間レース（ふじろくじかんレース）とは、FIA 世界耐久選手権（WEC）の1戦として、富士スピードウェイにて行われている耐久レースである。

## 概要
新生・FIA 世界耐久選手権（WEC）の1戦として、開催初年度の2012年から日本の富士スピードウェイで6時間レースが開催された。富士での世界選手権は2008年のF1日本GP以来4年ぶり、耐久レースの世界選手権としては1988年のWEC-JAPAN以来24年ぶりの開催となった。日本においてもSWC時代の1992年鈴鹿1000km以来20年ぶりの開催となった。
2013年は、決勝日は朝から悪天候でセーフティカーランでスタート、結局3度の赤旗提示でレースらしいレースが行われないまま16周で成立、優勝は中嶋組のトヨタとなった。
2020年、2021年は、新型コロナウイルス感染症の影響により中止となった。
なお富士6時間レースは1982年のWEC-JAPAN、1990年から97年までN1耐久レースとしても開催されている。

## レース結果
| 開催年 | 開催日   | 開催地 | シリーズ名 | レース形態 | 優勝 | 優勝                                                                                                 | ポールポジション | ポールポジション                                                                                          | 出走 | 入場者数 （3日間） | 入場者数 （決勝日） |
| 開催年 | 開催日   | 開催地 | シリーズ名 | レース形態 | 車番 | ドライバー - 周回数 / 車種                                                                           | 車番             | ドライバー - タイム / 車種                                                                                | 出走 | 入場者数 （3日間） | 入場者数 （決勝日） |
| ------ | -------- | ------ | ---------- | ---------- | ---- | --- | ---------------- | --- | ---- | ------------------ | ------------------- |
| 2012年 | 10月14日 | 富士   | WEC        | 6時間      | 7    | - アレクサンダー・ヴルツ - ニコラ・ラピエール - 中嶋一貴 233周 / トヨタ・TS030 HYBRID                | 7                | 中嶋一貴 1分27秒499 / トヨタ・TS030 HYBRID                                                                | 27   | 50,000             | 32,000              |
| 2013年 | 10月20日 | 富士   | WEC        | 6時間      | 7    | - アレクサンダー・ヴルツ - ニコラ・ラピエール - 中嶋一貴 16周 / トヨタ・TS030 HYBRID                 | 1                | - アンドレ・ロッテラー - ブノワ・トレルイエ 1分26秒577 / アウディ・R18e-tronクアトロ                      | 29   | 41,000             | 23,700              |
| 2014年 | 10月12日 | 富士   | WEC        | 6時間      | 8    | - アンソニー・デビッドソン - セバスチャン・ブエミ 236周 / トヨタ・TS040 HYBRID                       | 8                | - アンソニー・デビッドソン - セバスチャン・ブエミ 1分26秒886 / トヨタ・TS040 HYBRID                       | 27   | 51,000             | 32,000              |
| 2015年 | 10月11日 | 富士   | WEC        | 6時間      | 17   | - ティモ・ベルンハルト - ブレンドン・ハートレイ - マーク・ウェバー 216周 / ポルシェ・919ハイブリッド | 18               | - マルク・リープ - ロマン・デュマ - ニール・ジャニ 1分22秒763 / ポルシェ・919ハイブリッド                 | 31   | 52,000             | 32,000              |
| 2016年 | 10月16日 | 富士   | WEC        | 6時間      | 6    | - ステファン・サラザン - マイク・コンウェイ - 小林可夢偉 244周 / トヨタ・TS050 HYBRID                | 8                | - オリバー・ジャービス - ルーカス・ディ・グラッシ - ロイック・デュバル 1分35秒160 / アウディ・R18         | 32   | 53,200             | 32,700              |
| 2017年 | 10月15日 | 富士   | WEC        | 6時間      | 8    | - セバスチャン・ブエミ - アンソニー・デビッドソン - 中嶋一貴 113周 / トヨタ・TS050 HYBRID            | 2                | - ティモ・ベルンハルト - ブレンドン・ハートレイ - アール・バンバー 1分23秒570 / ポルシェ・919ハイブリッド | 26   | 51,000             | 32,000              |
| 2018年 | 10月14日 | 富士   | WEC        | 6時間      | 7    | - マイク・コンウェイ - 小林可夢偉 - ホセ・マリア・ロペス 230周 / トヨタ・TS050 HYBRID                | 8                | - セバスチャン・ブエミ - 中嶋一貴 - フェルナンド・アロンソ 1分23秒648 / トヨタ・TS050 HYBRID              | 34   | 52,800             | 32,000              |
| 2019年 | 10月6日  | 富士   | WEC        | 6時間      | 8    | - セバスチャン・ブエミ - 中嶋一貴 - ブレンドン・ハートレイ 232周 / トヨタ・TS050 HYBRID              | 8                | - セバスチャン・ブエミ - 中嶋一貴 - ブレンドン・ハートレイ 1分25秒013 / トヨタ・TS050 HYBRID              | 30   | 43,300             | 27,500              |
| 2022年 | 9月11日  | 富士   | WEC        | 6時間      | 8    | - セバスチャン・ブエミ - ブレンドン・ハートレイ - 平川亮 232周 / トヨタ・GR010 HYBRID                | 7                | - 小林可夢偉 1分29秒234 / トヨタ・GR010 HYBRID                                                            | 36   | 41,000             | 24,500              |
| 2023年 | 9月10日  | 富士   | WEC        | 6時間      | 7    | - マイク・コンウェイ - 小林可夢偉 - ホセ・マリア・ロペス 229周 / トヨタ・GR010 HYBRID                | 7                | - 小林可夢偉 1分27秒794 / トヨタ・GR010 HYBRID                                                            | 36   | 54,700             | 33,600              |
| 2024年 | 9月15日  | 富士   | WEC        | 6時間      | 6    | - ケビン・エストレ - アンドレ・ロッテラー - ローレンス・ヴァントール 213周 / ポルシェ・963           | 2                | - アレックス・リン 1分28秒901 / キャデラック・Vシリーズ.R                                                 | 36   | 65,800             | 40,400              |